# Hualgayoc (provincie)
Hualgayoc is een provincie in de regio Cajamarca in Peru. De provincie heeft een oppervlakte van 777 km² en telt 102.328 inwoners (2015). De hoofdplaats van de provincie is het district Bambamarca.

## Bestuurlijke indeling
De provincie Hualgayoc is verdeeld in drie districten, UBIGEO tussen haakjes:
- (060701) Bambamarca, hoofdplaats van de provincie
- (060702) Chugur
- (060703) Hualgayoc

Cajabamba · Cajamarca · Celendín · Chota · Contumazá · Cutervo · Hualgayoc · Jaén · San Ignacio · San Marcos · San Miguel · San Pablo · Santa Cruz